# Шкворень

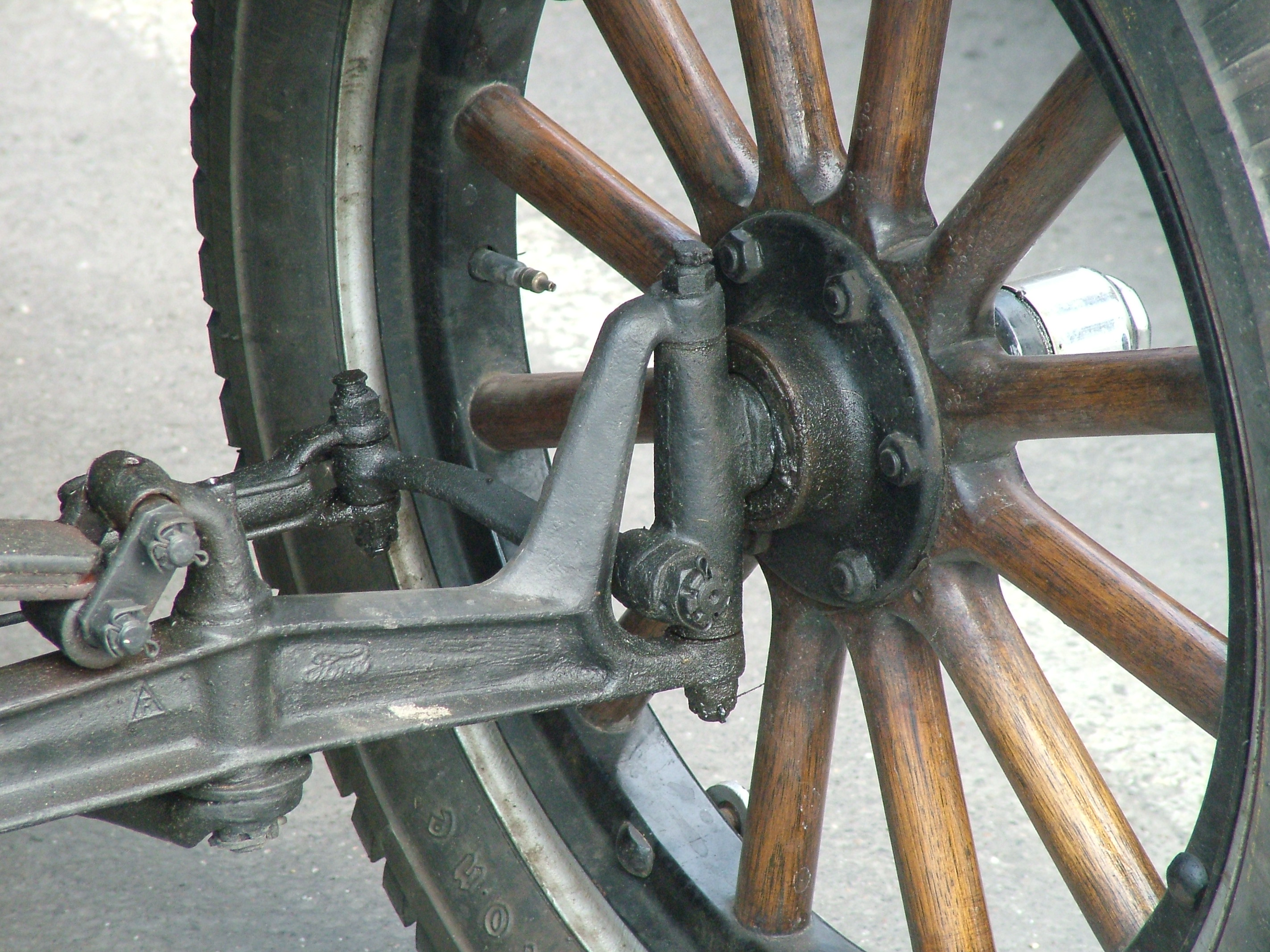
Шкворневой узел переднего моста Ford T.

Шкворень — стержень шарнира поворотного соединения частей транспортных машин и других изделий. 
В более узком смысле — ось поворота управляемого колеса автомобиля или иного транспортного средства.

## История
Во времена конных экипажей «шкворнем», или «шворнем» называли стержень или беспроу́шный болт, «на коем ходит передок всякой повозки», то есть тот, через который к повозке крепилась поворотная ось передних колёс.
В тепловозах, электровозах и вагонах используют шкворень с вертикальной осью для соединения колёсных тележек между собой и с рамой машины.
На автомобилях конца XIX - первой половины XX века в своём изначальном варианте это была вполне реальная ось из закалённой стали, вращающаяся в роликовых или игольчатых подшипниках, либо бронзовых втулках. С ее помощью несущий ступицу и колесо поворотный кулак шарнирно крепился к подвеске.
Начиная с 1950-х годов на легковых автомобилях шкворень в виде самостоятельного элемента подвески передних колёс стали постепенно заменять на шаровые шарниры, которые соединяли поворотный кулак с рычагами подвески и обеспечивали, благодаря наличию двух степеней свободы, как её ходы сжатия и отбоя, так и поворот управляемых колёс.
Шаровые шарниры герметичны или полугерметичны, поэтому либо не требуют смазывания вообще, либо допускают его намного реже по сравнению с негерметичными обычными поворотными шарнирами. Кроме того, в шкворневой подвеске было очень сложно или даже невозможно реализовать некоторые новые решения в области кинематики подвески, к примеру — уменьшенное плечо обката или «противоклевковую» геометрию рычагов. К середине 1960-х годов шкворни оставались преимущественно в подвесках грузовиков, пикапов и внедорожников, а также редких легковых моделей, ориентированных на работу с большими нагрузками или в тяжёлых дорожных условиях — например, на некоторых спорткарах и «жёстких» внедорожниках, австралийских автомобилях марки Holden, советских марки «Волга» или немецком «Жуке», где они применялись из-за большей живучести. Кроме того, зависимая передняя подвеска с цельной балкой моста практически всегда имеет шкворни по конструктивным причинам (но не всегда в виде реальной оси — например, на полноприводных автомобилях УАЗ шкворни представляют собой установленные сверху и снизу на поворотном кулаке сферические шарниры с латунными вкладышами).
Тем не менее, слово «шкворень» продолжает широко употребляться, обозначая теперь уже не реальную, а конструктивную ось поворота колеса. Например в случае подвески на двойных поперечных рычагах это ось, соединяющая центры обоих её шаровых шарниров.
В подвеске типа «Макферсон», характерной для многих современных автомобилей, амортизаторная стойка по сути выполняет роль шкворня, подвижность которого обеспечивают шаровой шарнир снизу и упорный подшипник сверху.
Для ходовых качеств автомобиля очень важную роль играет такой параметр, как углы наклона шкворня — продольного (кастор) и поперечного.

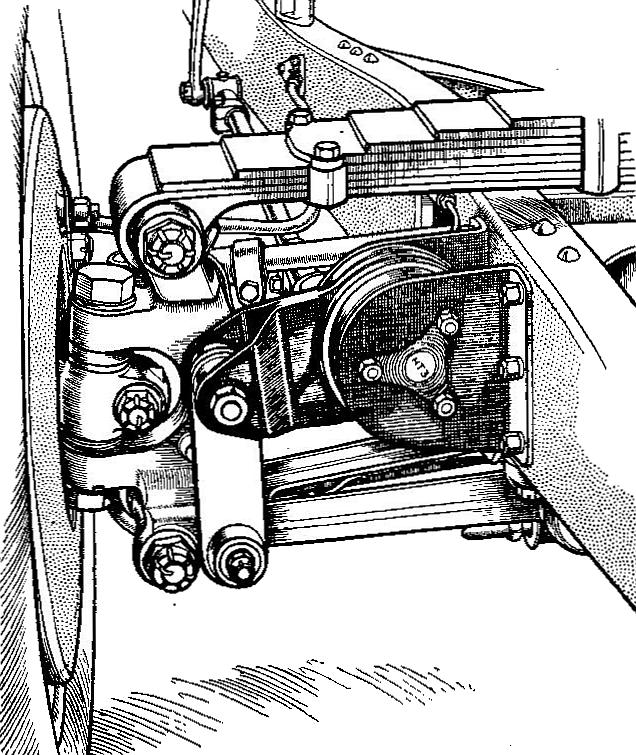
Шкворневая подвеска на двойных поперечных рычагах фирмы Alvis. Слева хорошо видны прикреплённый к стойке поворотный кулак и шкворневой узел. В качестве верхнего рычага используется поперечная рессора.
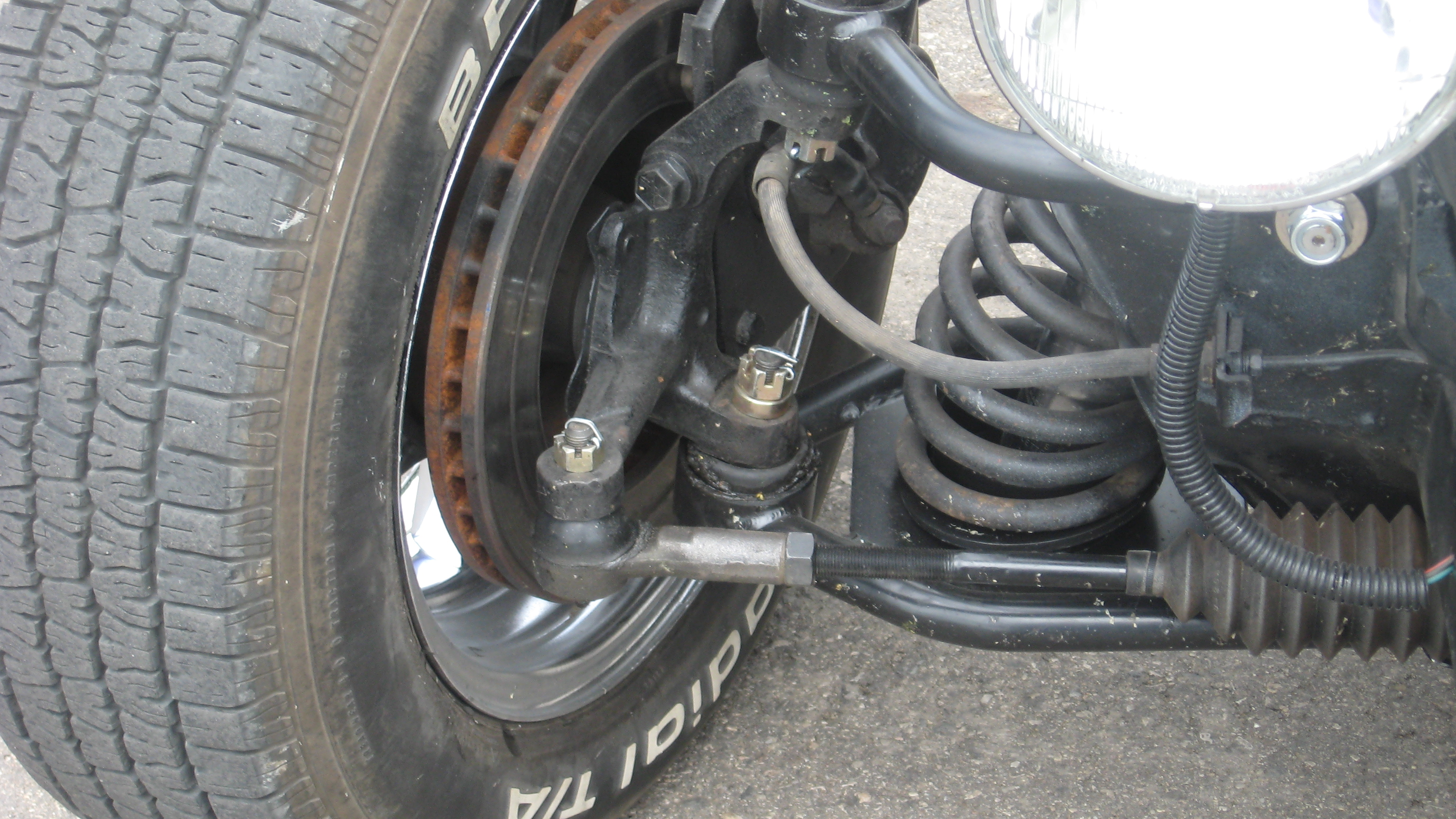
В настоящее время вместо шкворней в подвеске обычно используют шаровые шарниры, но сам термин остаётся для обозначения конструктивной оси поворота колеса.
Угол продольного наклона шкворня.